# Juvenile Primäre Lateralsklerose
Die Juvenile Primäre Lateralsklerose ist eine sehr seltene, zu den Motoneuron-Krankheiten gehörende angeborene Erkrankung. Im Gegensatz zur Primären Lateralsklerose tritt diese Form bereits im Kindesalter in Erscheinung.
Synonyme sind: JPLS; Juvenile PLS

## Verbreitung
Die Häufigkeit wird mit unter 1 zu 1.000.000 angegeben, die Vererbung erfolgt autosomal-rezessiv.

## Ursache
Der Erkrankung liegen Mutationen im ALS2-Gen am Chromosom 2 Genort q33.1 zugrunde, welches für Alsin kodiert.
Mutationen im ERLIN2-Gen am Chromosom 8 Genort p11.2 wurden vereinzelt auch nachgewiesen.

## Klinische Erscheinungen
Klinische Kriterien sind:
- Normale frühkindliche Entwicklung
- Verlust erlernter motorischer Fähigkeiten ab dem 2. Lebensjahr
- langsam zunehmende Pseudobulbärparalyse und spastische Quadriplegie

## Diagnose
Elektrophysiologische neurologische Untersuchungen sowie Bildgebende Diagnostik zeigen keine Auffälligkeiten.

## Differentialdiagnose
Abzugrenzen sind die juvenile Form der Amyotrophe Lateralsklerose (Juvenile ALS) und die Infantile aufsteigende hereditäre spastische Paralyse.

## Therapie
Die Behandlung zielt auf Verbesserung der Mobilität.